# Dusai
Dusai, també escrit Durall, i amb poca freqüència Durai, d'Usall o d'Usai, fou un llinatge de ciutadans honrats de Barcelona.

## Història
El llinatge probablement és originari de Sant Cristòfol d'Usall (Pla de l'Estany) i es va establir al barri de Santa Maria del Mar, a Barcelona. Des de la fi del segle XIII formà part de l'oligarquia urbana barcelonina, molts dels seus membres van adquirir el rang de ciutadans honrats i van estar vinculats als negocis i a la banca i més endavant, ja al segle XV, a l'estament militar. La successió ininterrompuda comença amb Guillem Pere Dusai, establert al carrer de Montcada, i seria el seu fill, Guillem Pere Dusai i Marquet, el primer que va accedir al càrrec de conseller de Barcelona el 1283.
Al segle xv, Pere Dusai, fill de Pere Dusai i de Pol, va ser un destacat membre de la Biga, tant a la Generalitat com a la Casa de la Ciutat, on va ocupar importants càrrecs. Casat amb la seva cosina Constança, filla de Galceran Dusai, conseller primer de Barcelona el 1477, el qual va obtenir el privilegi de cavaller de Ferran II. Fill de Pere Dusai fou Joan Dusai i Durall, que fou jurista i virrei de Ferran II a Sardenya entre 1491 i 1507.
Altres membres de la família van destacar els següents segles, com el poeta Galceran Durall i d'Aguilar (†ca. 1586) o Francesc Fèlix de Dusai i de Fivaller (1730-1793), seguidor del corrent il·lustrat barceloní i lligat al foment de la indústria d'indianes. Aquest es va casar el 1757 amb Teresa de Marí i de Montserrat (1736-1793) i anaren a viure al palau del Marquès de Monistrol de la Riera de Sant Joan, enderrocat per a la obertura de la Via Laietana. El 1796, el seu fill Francesc de Paula de Dusai i de Marí va obtenir el títol de marquès de Monistrol d'Anoia, que després passà a la seva filla Maria Francesca de Dusai i de Fivaller i, posteriorment, al fill d'aquesta, Josep Maria Escrivà de Romaní i Dusai.

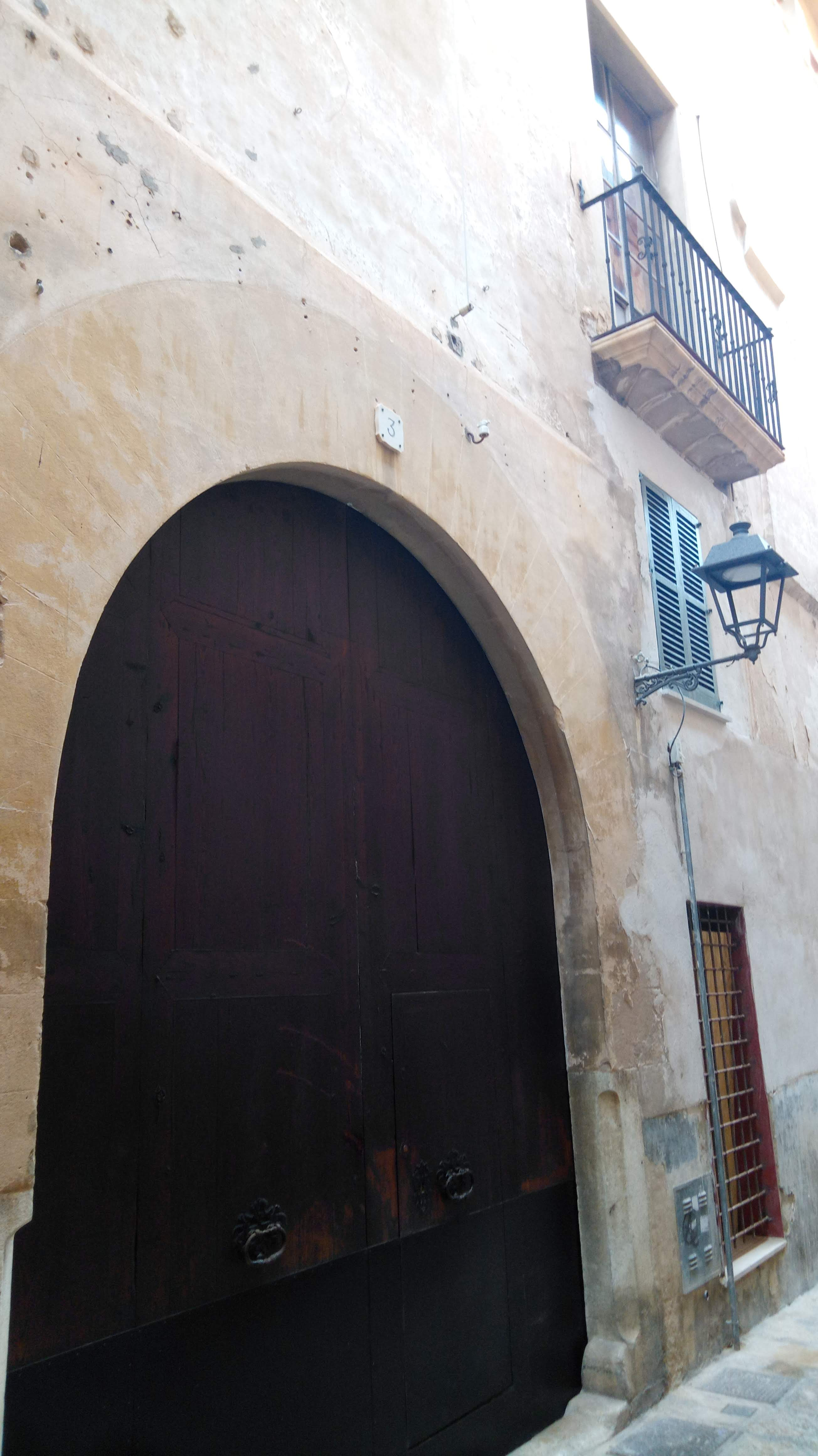
Façana de Can Dusai, a Palma

El 1855, aquest va fer enderrocar la casa Dusai del carrer del Regomir de Barcelona, i posteriorment, es va fer construir el palau de Torreblanca a Sant Just Desvern, també desaparegut el 1958.

## Els Dusai de Mallorca
El 1530 s'establí a Mallorca Salvador Dusai, procedent de Sardenya, descendent de Dusai gironins arribats a l'illa el segle XIV. Salvador Dusai adquirí el 1543 l'actual edifici conegut com Can Dusai, situat al carrer de can Dusai, 3 de Palma.